# Antarctic Endeavour
El B/F Antarctic Endeavour es un buque factoría de arrastre pelágico clase polar 2 operado por la empresa chilena Pesca Chile S.A en Punta Arenas, Chile.
Fue construido en 1989 por Ateliers & Chantiers du Havre en Le Havre, Francia, llamado anteriormente Saint Pierre, tipo palangrero. El buque tiene una eslora de 73,5 metros, una manga de 13 metros y un tonelaje bruto de 2.455,25 toneladas. 
Su puerto de registro es Valparaíso, Chile, su destino de pesca es la Antártica chilena, Islas Orcadas del Sur e Islas Georgia del Sur y su señal de llamada es CA5744. 

## Características y diseño
El Antarctic Endeavour es un arrastrero de media agua dotado de equipamiento factoría a bordo para el procesamiento del kril capturado. Su capacidad de bodega es de aproximadamente 901 m³, permitiéndole almacenar grandes volúmenes de captura para su inmediata transformación en harina de kril. Puede albergar 58 tripulantes incluyendo al observador científico. 
El buque cuenta con tecnología de punta para detectar enjambres de kril y monitorear sus movimientos, optimizando la eficiencia de la captura en las gélidas aguas antárticas con sensores de red Marport.
También dispone de dispositivos de exclusión de mamíferos marinos (parrilla) instalada en la boca de la red, con el fin de reducir capturas accidentales de especies protegidas durante las faenas de arrastre como lobos marinos, focas o cetáceos.

## Fiscalización
Durante una fiscalización efectuada en diciembre de 2017 por un patrullero de la Armada de Chile, mientras el ''Antarctic Endeavour'' operaba a 20 millas náuticas de las islas Shetland del Sur, se verificó que la nave cumplía con todas las exigencias y protocolos establecidos por la CCRVMA para la pesca en aguas antárticas.

## Sustentabilidad de la pesquería
En 2018 fue certificado por Bureau Veritas Certification Holding SAS con el sello azul del Marine Stewardship Council (MSC).

## Historia y operaciones en la Antártica
El Antarctic Endeavour opera bajo la bandera de Chile. Ha sido autorizado por la Comisión para la Conservación de los Recursos Vivos Marinos Antárticos (CCAMLR) para pescar en las subáreas 48.1 (Estrecho de Bransfield e Islas Shetland del Sur), 48.2 (Islas Orcadas del Sur) y 48.3 (Islas Georgia del Sur), enfocándose principalmente en la captura de kril antártico (Euphausia superba).
En cada expedición, el buque lleva a bordo observadores científicos independientes, chilenos o británicos, tal como exigen las regulaciones internacionales para la pesca antártica de CCAMLR, a fin de monitorear el cumplimiento de las medidas de conservación y recopilar datos de investigación relativos a la captura de kril y especies secundarias como pez hielo (dracos), observaciones de aves como albatros y petrel y mamíferos marinos, entre otras labores.

## Incidentes y hechos relevantes

### búsqueda del avión militar Hércules
El 11 de diciembre de 2019, el ''Antarctic Endeavour'' participó en las operaciones de búsqueda del avión militar C-130 Hércules siniestrado en el mar de Drake. Gracias a sus capacidades de navegación en condiciones extremas, la tripulación logró detectar en el fondo marino restos que correspondían a esponjas de los estanques de combustible de la aeronave, aportando pistas clave para la localización del aparato desaparecido.

### captura incidental de ballena jorobada
El 1 de febrero de 2024, durante la temporada de pesca en la subárea 48.2, el Antarctic Endeavour estuvo involucrado en la captura incidental de una ballena jorobada (Megaptera novaeangliae). La ballena fue liberada con vida, aunque sufrió algunas lesiones y mostró signos de letargo.

### Interacciones con Sea Shepherd y preocupaciones ambientales
En marzo de 2023, la organización conservacionista Sea Shepherd Global, en colaboración con la Fundación Bob Brown, documentó la presencia de superarrastreros, incluido el Antarctic Endeavour, operando cerca de grupos de ballenas jorobadas en la Antártida. Estas organizaciones expresaron su preocupación por la proximidad de las operaciones de pesca de kril a las ballenas, señalando que la actividad pesquera podría representar riesgos para estos cetáceos.
Además, en enero de 2024, Sea Shepherd interceptó seis superarrastreros, entre ellos el Antarctic Endeavour, que estaban capturando kril en áreas sensibles del Océano Austral. La organización destacó la importancia del kril como especie fundamental en el ecosistema antártico y expresó su preocupación por el impacto de la pesca industrial en la biodiversidad de la región.
Estos eventos han generado un debate sobre la sostenibilidad de la pesca de kril y su impacto en las especies dependientes, como las ballenas, en el ecosistema antártico.

## Observadores científicos
Los observadores científicos CCAMLR que operan en la antártica chilena son designados por el Instituto Antártico Chileno (INACH), al contrario de la designación de observadores que operan en aguas nacionales por la SUBPESCA, SHOA o IFOP. Y realizan la capacitación de INACH .
Actualmente, 31 chilenos están incluidos en la lista del cuadro de honor de observadores de CCAMLR: 
Alvaro Medina Mayorga, Andrea Donosov, Carlos Arias, Claudio Vera, Daniel R. Segura, Elias Fernandez, Eugenio Olivares, Fernando Moneva, Gabriela Torretti, Gonzalo Padilla, Hector Paves, Heriberto Ceballo, Hugo Lagos, Javier Arata, Jonathan Friz, Juan Harries, Juan Perez, Kharla Skamiotis, Mario Acevedo, Martin Villarroel, Pablo Reyes, Patricio Arana, Patricio Casas-Cordero, Patricio Perez, Pedro Miranda, Robert Bello, Ulises Mella, Victor Briones, Victor Castillo, Victoria Riquelme, Jose Maraboli.